# Első Magyar Csavargyár Rt.
Az Első Magyar Csavargyár Rt., későbbi nevén Csavaripari Vállalat egy Budapest XIII. kerületében fekvő nagyipari létesítmény.

## Története
A 19. század második felében Magyarország területén egyre jobban elterjedő vasszerkezetek, különböző gépek megnövelték a csavaráruk iránt igényt. Kezdetben ezeket külföldről hozták be, de 1889-ben a Rimamurány-Salgótarjáni Vasmű és a Heinrich A. és Fiai nagykereskedés kezdeményezésére megalakult az Első Magyar Csavargyár Rt. A társaság 600.000 Forint alaptőkével indult, legnagyobb részvényese a Wiener Bankverein lett. Az építkezés nem sokára megindult a Külső Váci út 152. (ma:  Váci út 168.) szám alatt, 7885 négyszögöl nagyságú telken (ma: Váci út – Csavargyár utca – Cserhalom utca által közrefogott terület). A terveket Illés Gyula építész készítette. Az épületeket 1,5 év alatt építették fel, a maga korában a legjobban megépült budapesti ipari létesítménynek tartották. A termelés 1891-ben indult el. Az üzem már 1893-ban havi 200 tonna (!) készterméket állított elő.
Kezdetben kizárólag srófokat és sróftokokat állított elő. 1895-ben 270 munkást foglalkoztatott, és egy 300 lóerős gőzgép is volt a telephelyen.
A területre iparvágányt vezettettek be a Vizafogó vasútvonal felől.
Az üzem az 1990-es évekig működött. Napjainkban (2023) a gyár épületei jórészt állnak, bennük különböző kisebb vállalatok rendezkedtek be. Sokáig itt működött az Eleven Park is.

## Képtár

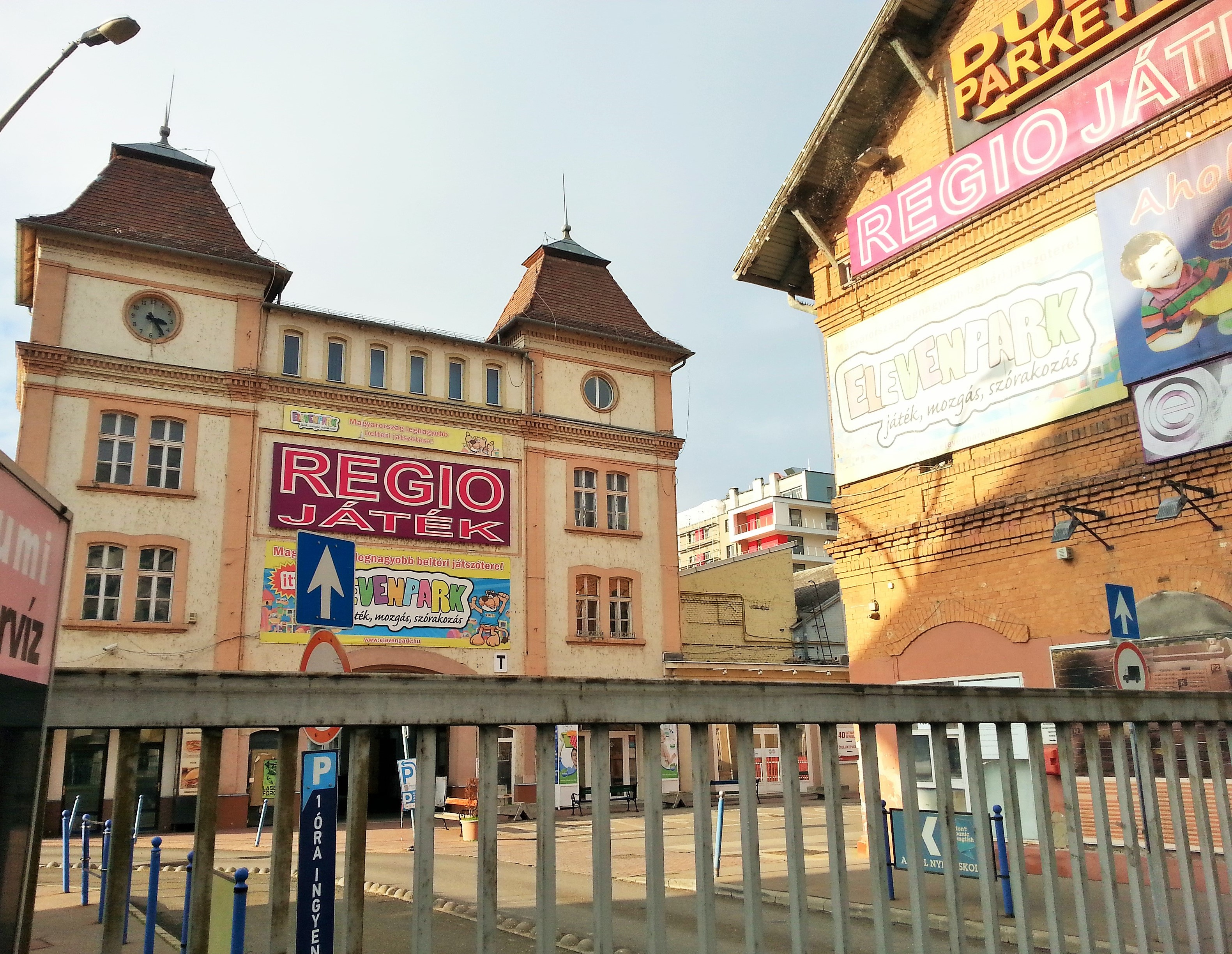
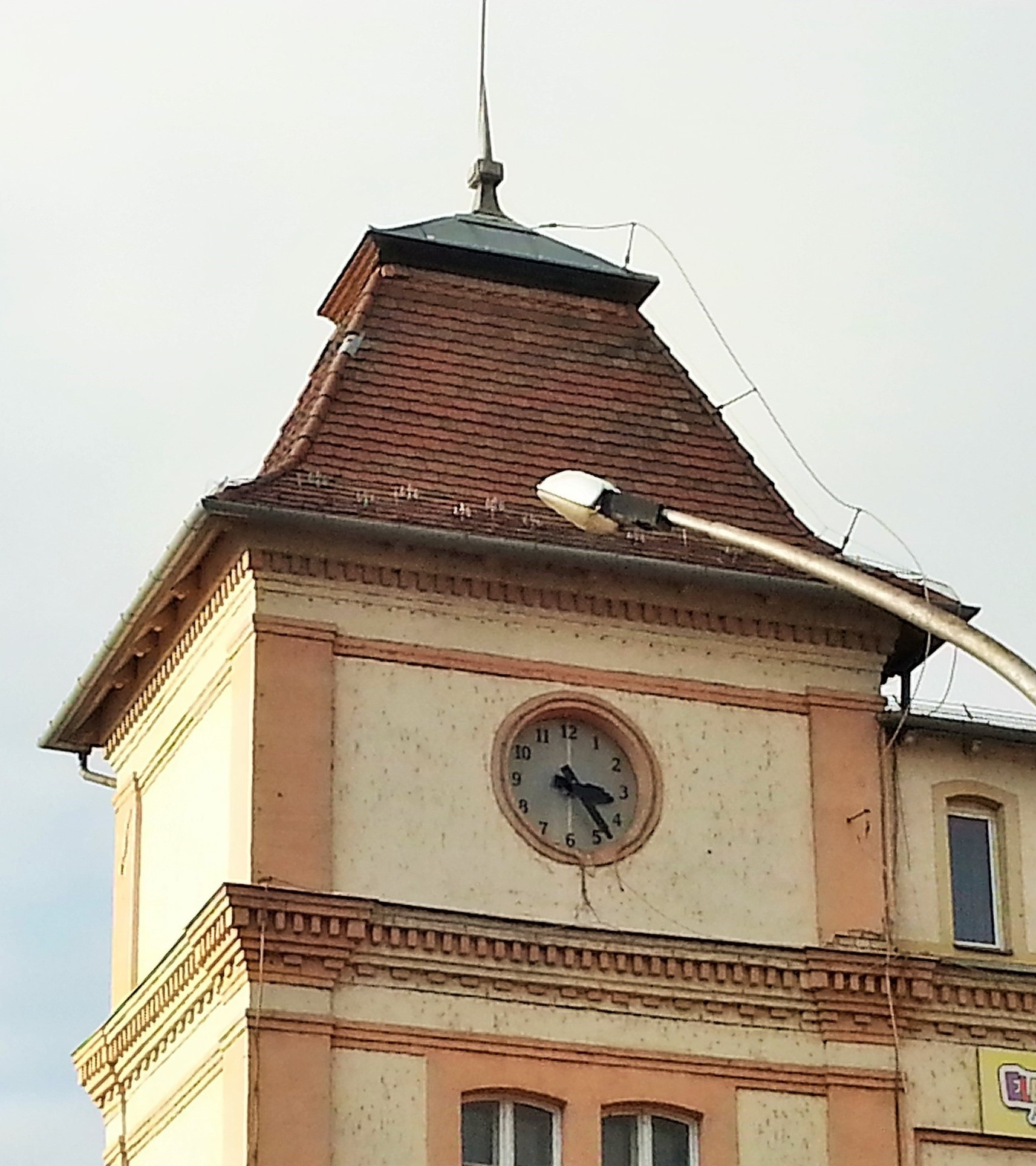
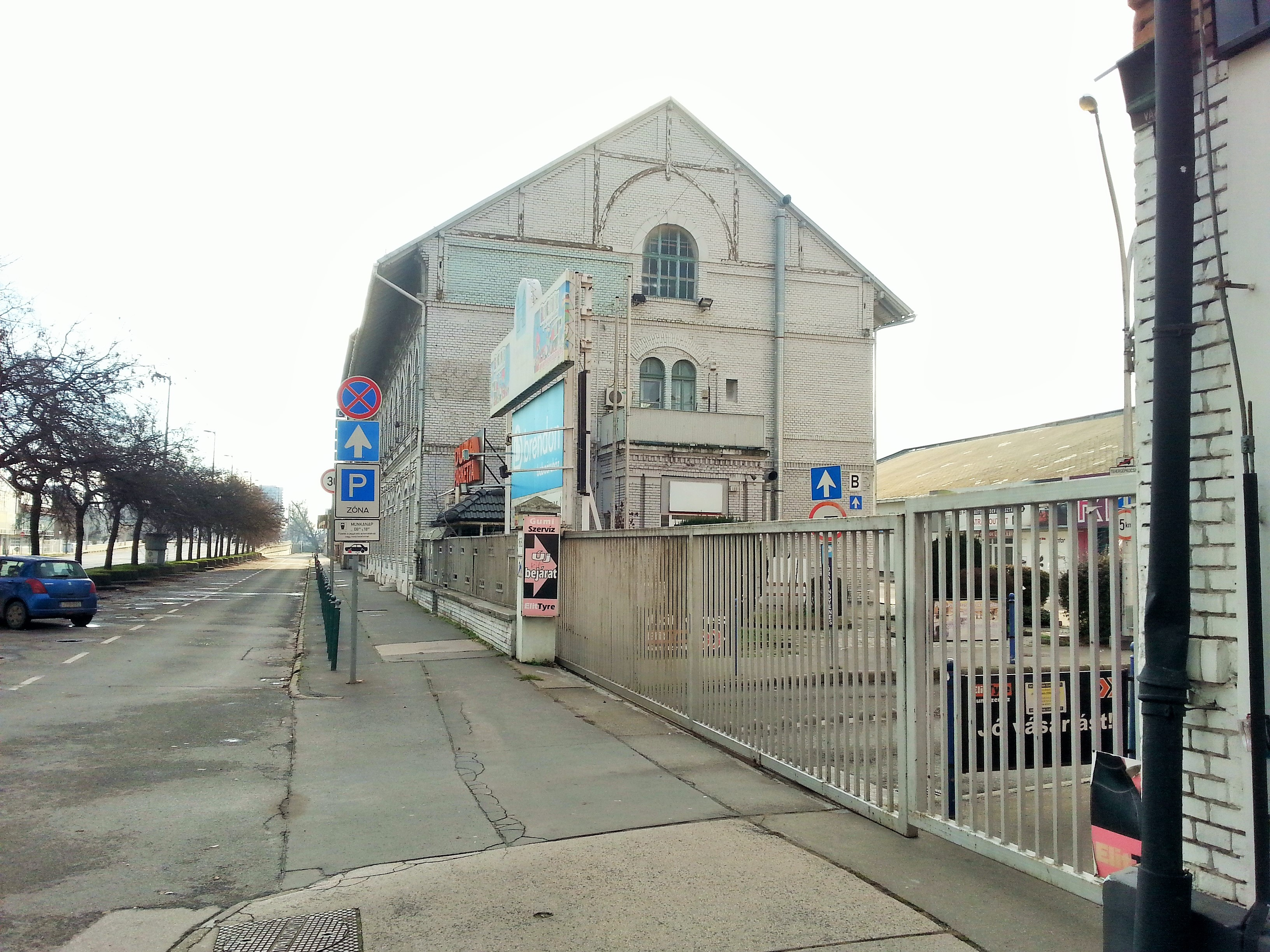
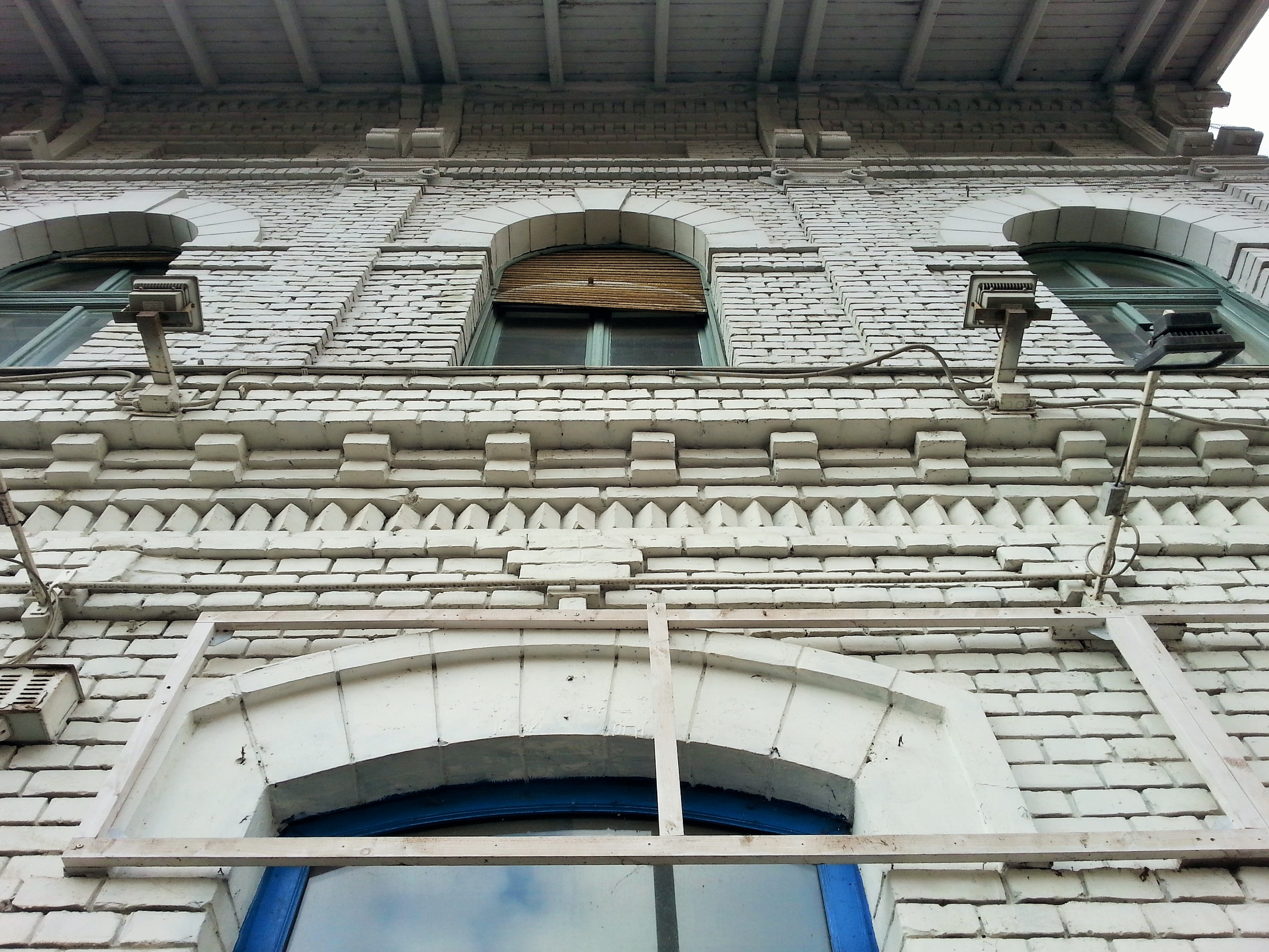
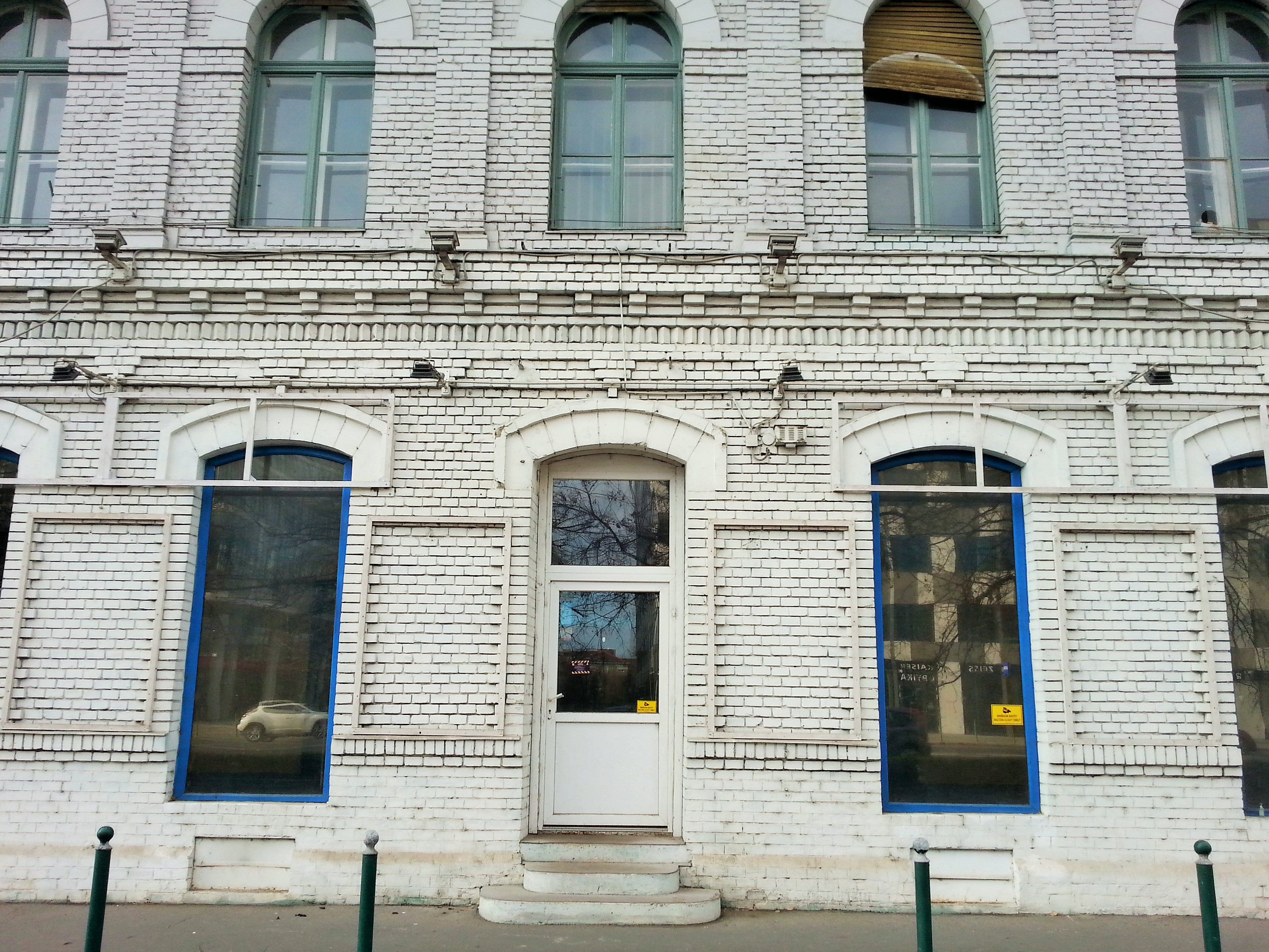
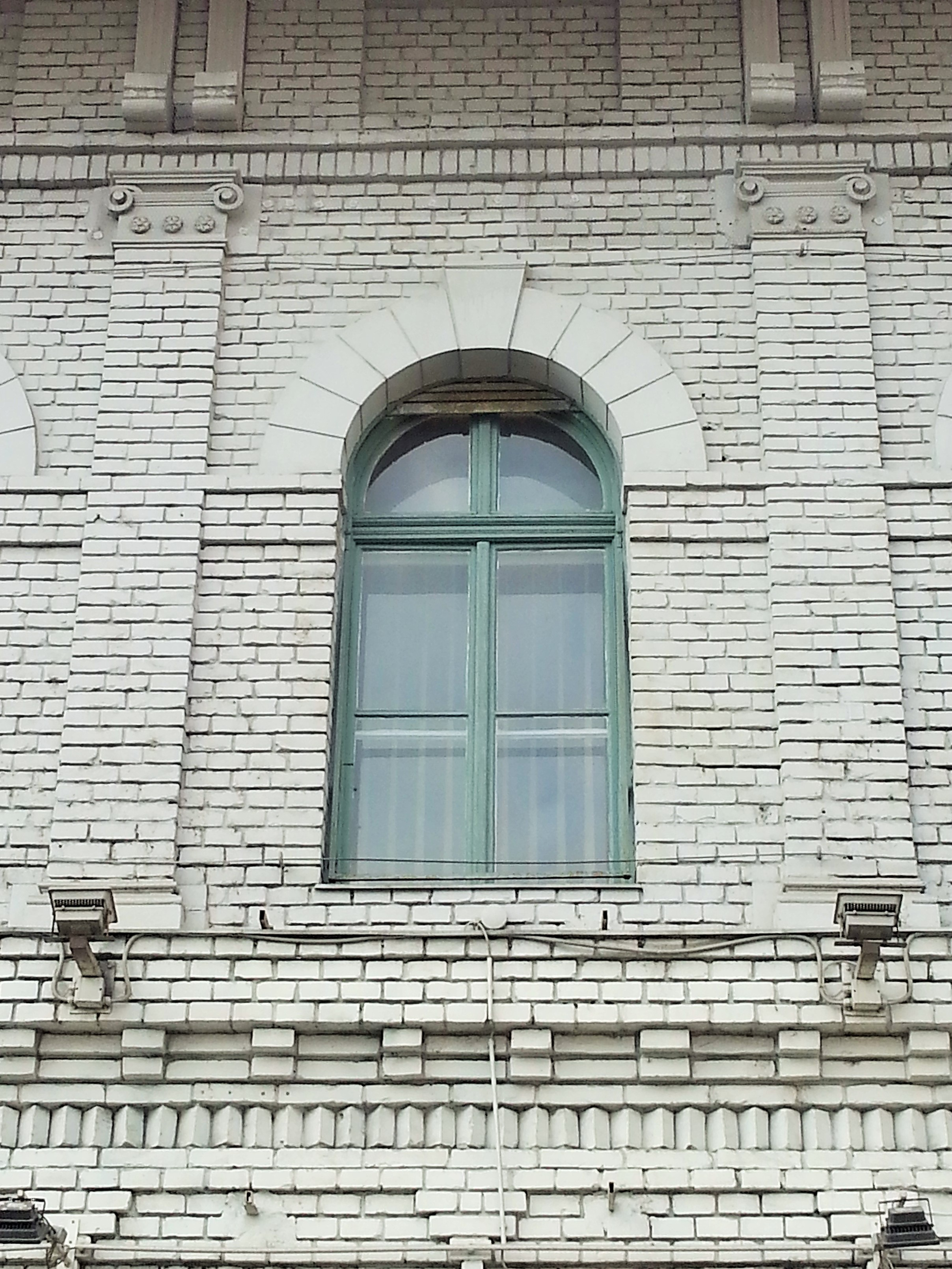
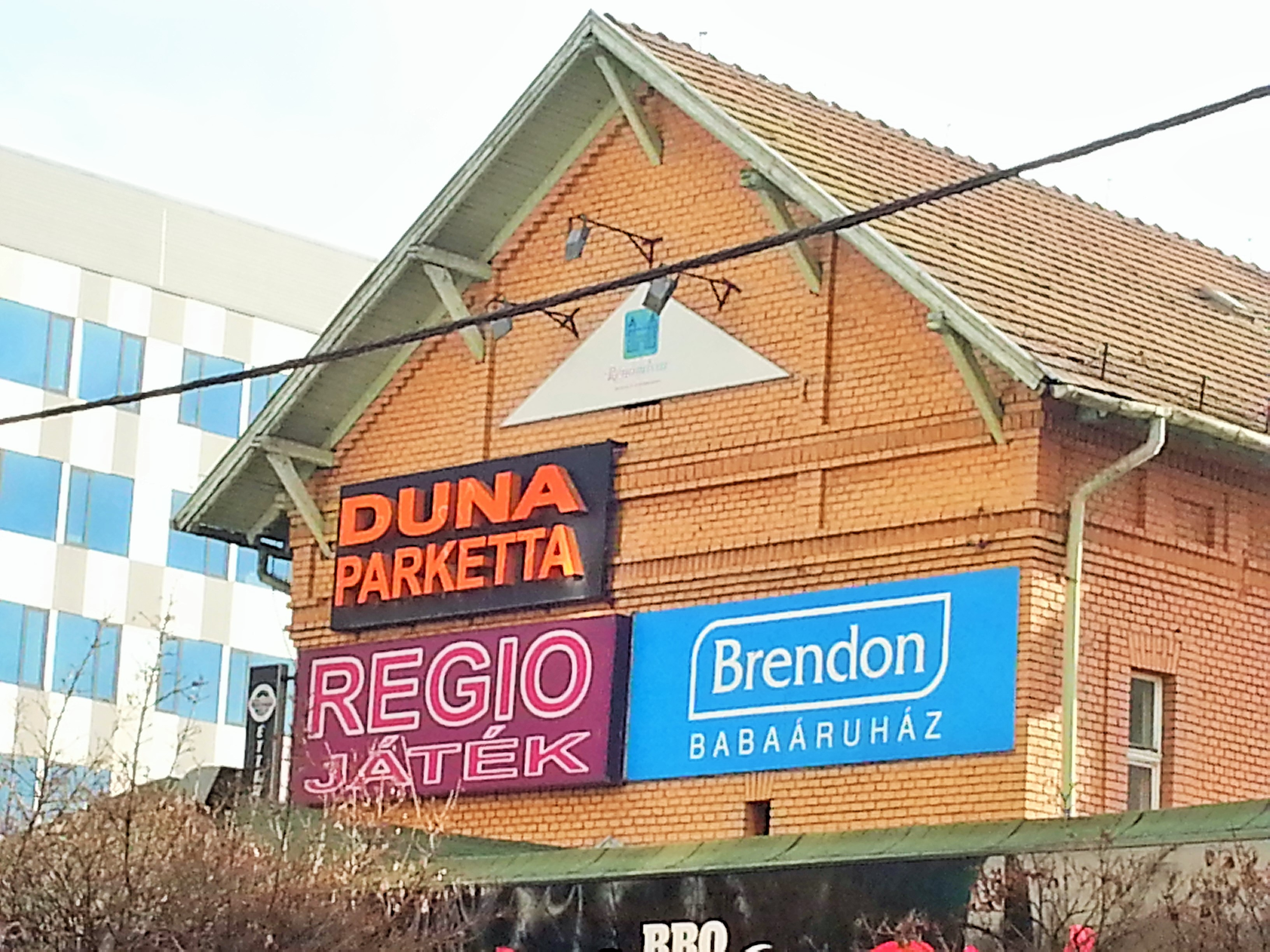
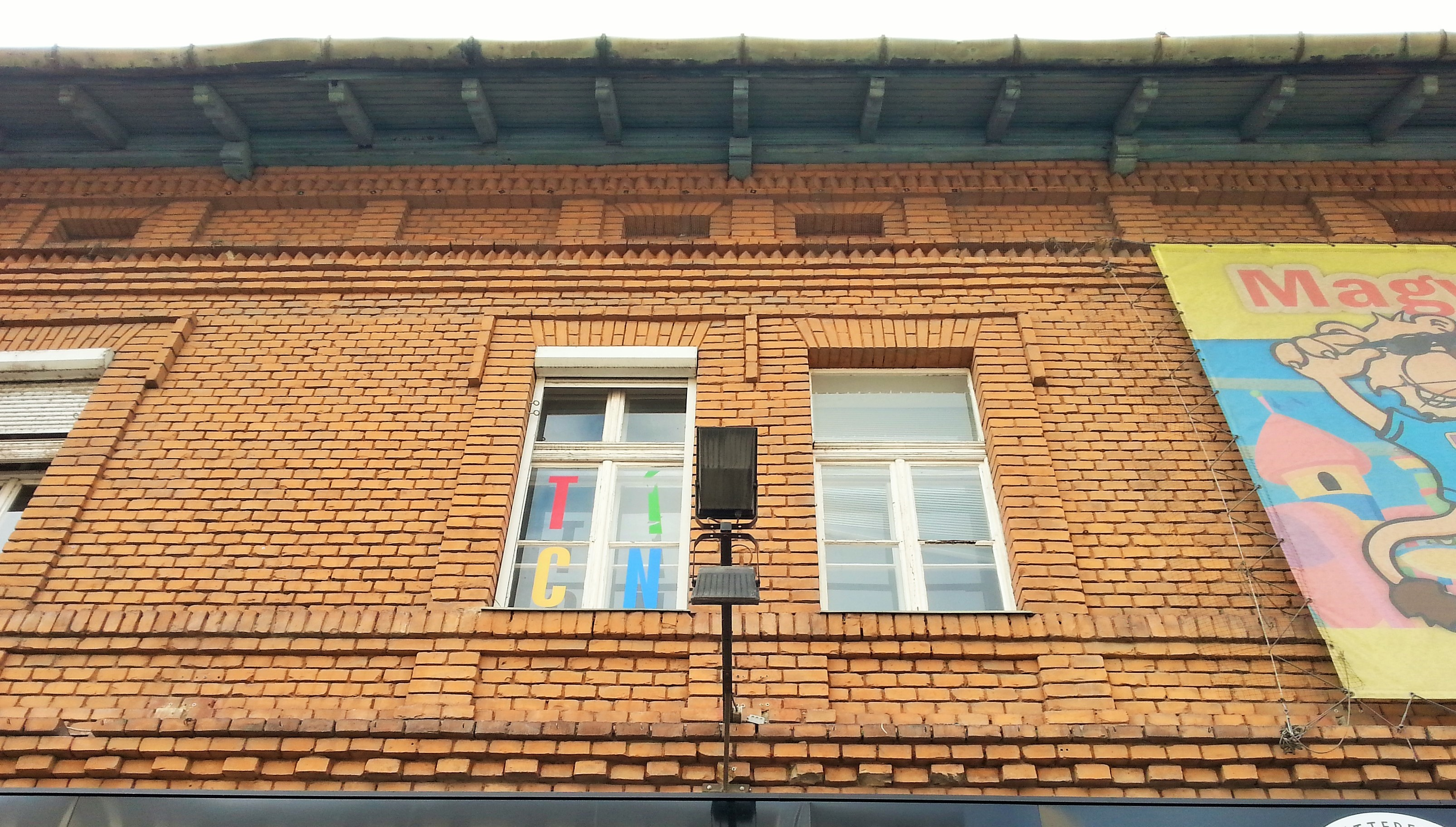
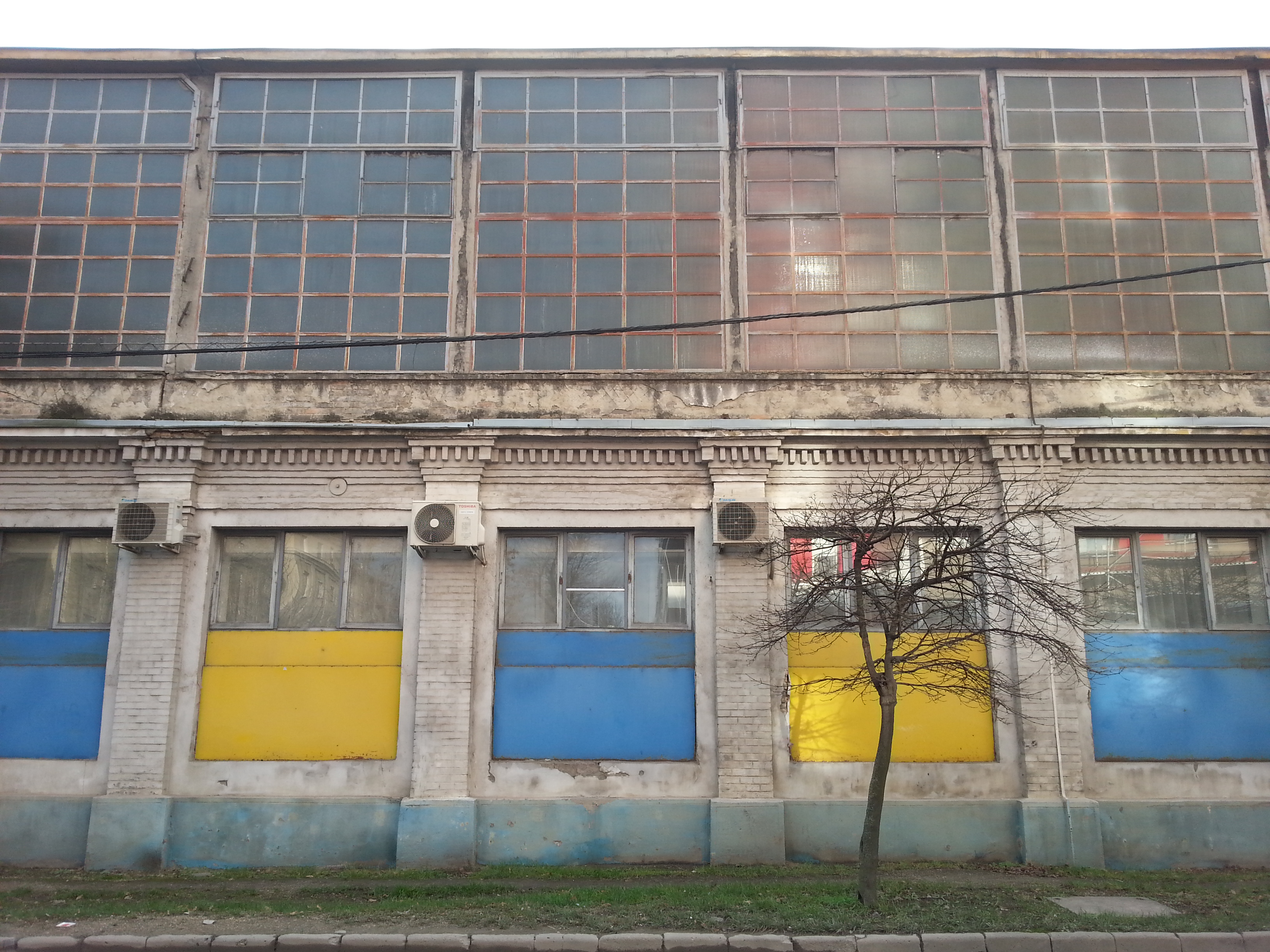
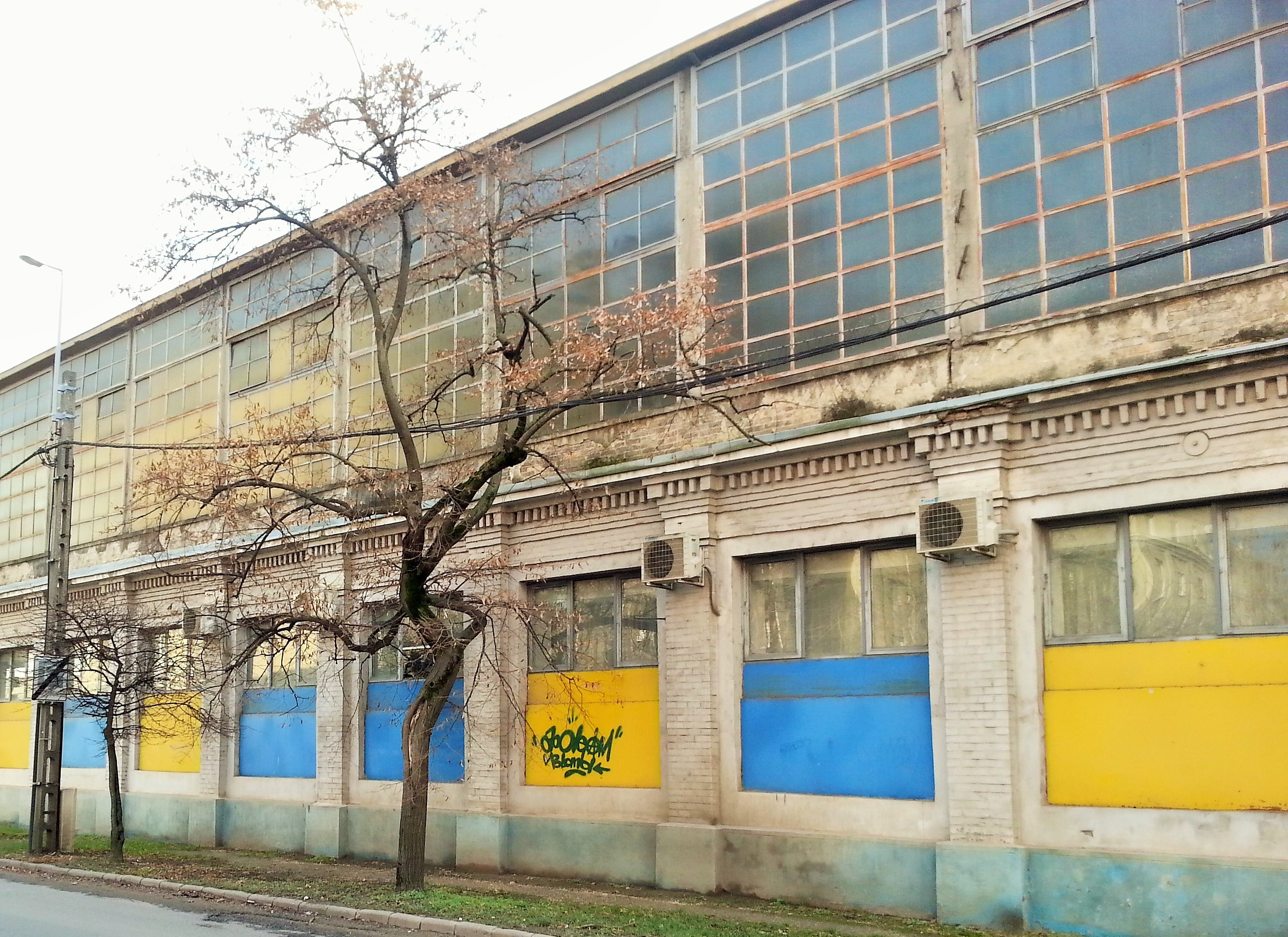
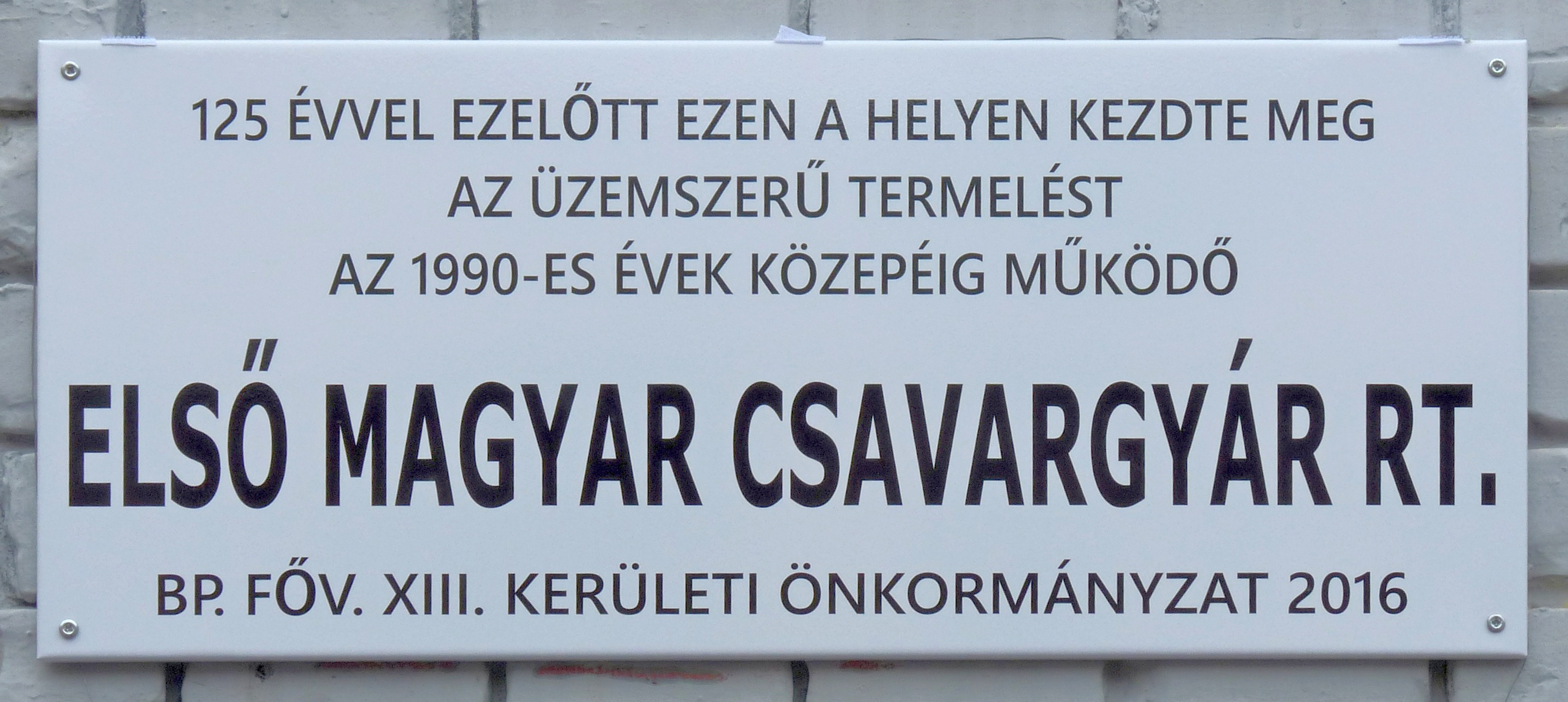